# Ciflik, Vidin
Ciflik (în bulgară Чифлик) este un sat în comuna Belogradcik, regiunea Vidin,  Bulgaria. 

## Demografie
Componența etnică a satului Ciflik
     Bulgari (97,91%)
     Nicio identificare (2,08%)
     Altele (0%)
La recensământul din 2011, populația satului Ciflik era de 96 locuitori. Din punct de vedere etnic, majoritatea locuitorilor (97,91%) erau bulgari. Pentru 2,08% din locuitori nu este cunoscută apartenența etnică.